# Calamosaurus
Genre
Espèce
Calamosaurus (signifiant « lézard des roseaux ») est un  genre éteint de dinosaures théropodes du Crétacé inférieur retrouvé à l'Île de Wight, en Angleterre. Petit théropode carnivore, sa taille est estimée à 3-5 mètres de long.
L'holotype, BMNH R901, provient d'une strate datée du Barrémien de la formation géologique de Wessex (en). Il est constitué de deux vertèbres cervicales récupérées par William Fox (en).

## Histoire
Au cours des années 1880, Richard Lydekker catalogue la collection de Fox. En 1889, il nomme l'espèce-type Calamospondylus foxi, notant la similarité des restes avec Coelurus. Le nom spécifique est donné en l'honneur de Fox.
Le nom Calamospondylus est cependant déjà occupé (1866). Les deux genres seront par la suite régulièrement considérés comme synonymes malgré l'absence totale de matériel commun entre eux,,,.
Lydekker renomme le genre en 1891. Il y classe également provisoirement le tibia BMNH R186, qui pourrait provenir d'une base de coelurosaure semblable aux Compsognathidae.
Il est considéré par certains chercheurs comme nomen dubium,.